# Deficiencia de folato cerebral
La deficiencia de folato cerebral (CFD, en inglés Cerebral folate deficiency) es un síndrome en el que hay baja concentración de 5-metiltetrahidrofolato (5-MTHF) en el líquido cefalorraquídeo (LCR) de un paciente, a pesar del nivel normal de 5-MTHF en el suero sanguíneo.
El conjunto de síntomas varía en función de la edad del inicio de la enfermedad y su causa, y puede incluir discinesia, ataxia, ataques epilépticos, retraso psicomotor.
La CFD se manifiesta más claramente cuando existen mutaciones en el gen FOLR1 que es responsable del transporte de folato al sistema nervioso central.
Un niño con la mutación nace saludable. La enfermedad aparece más tarde, en la primera infancia, con  síntomas tales como retraso psicomotor, ataxia, temblor, corea, sacudidas mioclónicas.
En las imágenes por resonancia magnética se puede observar hipomielinización.
Mediante la prescripción inmediata de ácido folínico es posible lograr mejorar considerablemente el estado del paciente.
La CFD se puede registrar en pacientes con el síndrome de Kearns-Sayre. En este caso, la causa de la CFD aún no está identificada claramente. Se supone que los pacientes tienen deteriorado el transporte de folato a través del plexo coroideo.
Es posible que la CFD se encuentre en otras enfermedades mitocondriales también. Se describen casos de la escasez de 5-MTHF en el líquido cefalorraquídeo de los pacientes con autoanticuerpos contra el receptor alfa de folato, y eso también puede provocar la CFD. Se cree que los anticuerpos obstaculizan el transporte de folato al líquido cefalorraquídeo.

## Diagnóstico
El diagnóstico de la deficiencia de folato cerebral requiere un análisis del líquido cefalorraquídeo para evaluar la concentración de 5-MTHF.

## Tratamiento
Aun cuando la deficiencia sistémica se corrige con folato, la deficiencia cerebral permanece, y debe ser tratada con ácido folínico. El éxito depende del inicio temprano del tratamiento. El tratamiento requiere tomar ácido folínico durante un período de tiempo significativo.  El tratamiento con dosis farmacológicas de ácido folínico también ha llevado a la reversión de algunos síntomas en niños diagnosticados con deficiencia cerebral de folato y con pruebas positivas de autoanticuerpos al receptor de folato alfa.